# 富途安逸
富途安逸（FUTU I&E）由美国纳斯达克上市公司富途控股（NASDAQ：FUTU）于2019年5月8日推出，涵盖海外IPO分销和员工持股计划（ESOP）管理。2020年11月19日，富途控股公布2020年第三季度（Q3）未经审计财报。财报显示，企业服务方面，第三季度，富途助力小鹏汽车、明源云、贝壳等公司登陆美港股市场。富途安逸累计签约ESOP期权管理客户126家，期内新增包括名创优品、九毛九和叮咚买菜等。2021年3月5日，中国在线问答社区知乎向美国证券交易委员会(SEC)递交了招股书，计划在纽约证券交易所挂牌上市。招股书显示，此次知乎赴美IPO，富途与瑞信、高盛、JP摩根等共同担任承销商。